# ژنتسکی هوک
ژنتسکی هوک (به لاتین: Zhenetskyi Huk) یک آبشار در اوکراین است که در Nadvirna Raion واقع شده‌است.